# Actinokentia divaricata
Actinokentia divaricata är en enhjärtbladig växtart som först beskrevs av Adolphe-Théodore Brongniart, och fick sitt nu gällande namn av Carl Lebrecht Udo Dammer. Actinokentia divaricata ingår i släktet Actinokentia och familjen Arecaceae. Inga underarter finns listade i Catalogue of Life.